# Estación de Berzée
La estación de Berzée es una estación de tren belga situada en Walcourt, en la provincia de Namur, región Valona.
Pertenece a la línea  de S-Trein Charleroi.

## Situación ferroviaria
La estación se encuentra en la línea 132 (Charleroi-Treignes).

## Intermodalidad
| Línea | Procedencia     | Parada      | Destino            |
| ----- | --------------- | ----------- | ------------------ |
| 99    | NALINNES Place  | BERZÉE Gare | BEAUMONT Belvédère |
| 111   | THUILLES Postes | BERZÉE Gare | WALCOURT Gare      |